# Faye-d’Anjou
Faye-d’Anjou ist eine Ortschaft und eine Commune déléguée in der französischen Gemeinde Bellevigne-en-Layon mit 1.519 Einwohnern (Stand 1. Januar 2022) im Département Maine-et-Loire in der Region Pays de la Loire. Die Landschaft um Faye-d’Anjou wird Mauges, die Einwohner Fayens genannt.
Am 1. Januar 2016 wurden die Gemeinden Faye-d’Anjou, Champ-sur-Layon, Faveraye-Mâchelles,  Rablay-sur-Layon und Thouarcé zu einer commune nouvelle mit dem Namen Bellevigne-en-Layon zusammengelegt. 

## Geografie
Faye-d’Anjou liegt etwa 19 Kilometer südlich von Angers am Layon. Hier im Weinbaugebiet Anjou werden Weine der Appellation Coteaux-du-Layon produziert.

## Sehenswürdigkeiten

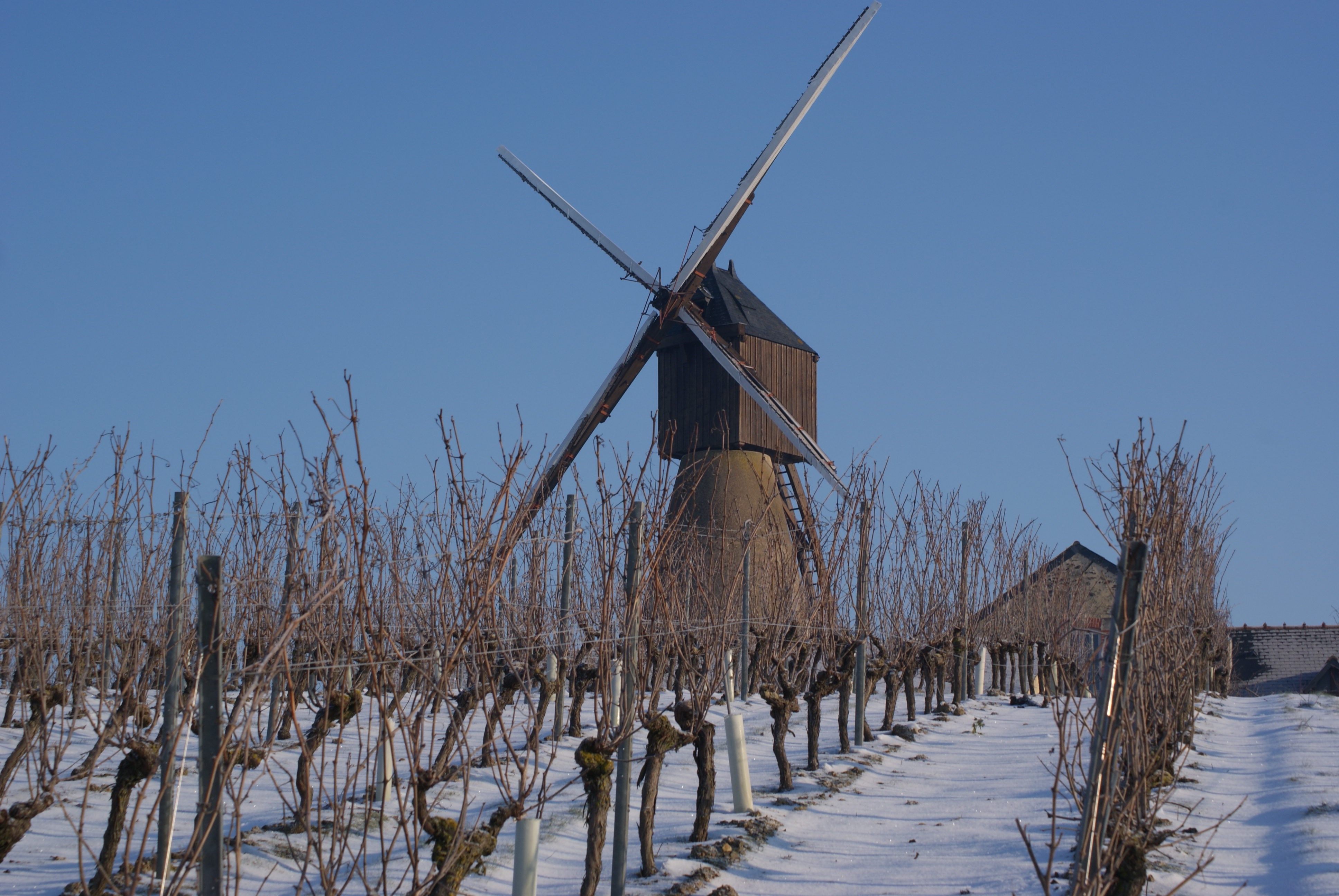
Windmühle von La Pinsonnerie

- Windmühle von La Pinsonnerie

## Weinbau
Der Ort gehört zum Weinbaugebiet Anjou.